# Epioblasma triquetra
Epioblasma triquetra е вид мида от семейство Перлови (Unionidae). Видът е световно застрашен, със статут Уязвим.

## Разпространение
Видът е разпространен в източната част на Северна Америка.